# Célula de Martinotti
As células de Martinotti são pequenos neurônios multipolares com dendritos ramificados curtos. Elas estão espalhados por várias camadas do córtex cerebral, enviando seus axônios até a camada cortical I, onde formam uma arborização axonal. Os axonios atravessam várias colunas na camada VI do córtex e fazem contato com os dendritos do tufo distal das células piramidais. As células de Martinotti expressam somatostatina e às vezes calbindina, mas não parvalbumina ou o peptídeo intestinal vasoativo. Além disso, foi demonstrado que as células de Martinotti na camada V expressam a subunidade α2 do receptor nicotínico da acetilcolina (Chrna2).
As células de Martinotti estão associadas a um mecanismo de alívio da atividade cortical. Quando certos neurônios piramidais, o tipo mais comum de neurônio no córtex, começam a ficar superexcitados, as células de Martinotti começam a enviar sinais inibitórios aos neurônios circundantes.
Historicamente, a descoberta de células de Martinotti foi erroneamente atribuída a Giovanni Martinotti em 1888, embora agora seja aceito que elas foram realmente descobertas em 1889 por Carlo Martinotti (1859–1908), um aluno de Camillo Golgi.